# Egide Aerts
Egide Aerts (* 1. März 1822 in Boom; † 9. Juni 1853 in Brüssel) war ein belgischer Flötist, Komponist und Musikpädagoge.

## Leben

### Frühes Leben, Ausbildung, Karrierebeginn und internationale Auftritte
Aerts Egidius Aerts wurde in Boom geboren und zeigte schon früh außergewöhnliches musikalisches Talent. Am 1. November 1834, im Alter von 12 Jahren, wurde er am Königlichen Konservatorium Brüssel aufgenommen, wo er bei François Joseph Lahon Flöte studierte. Bereits 1836 gewann er den ersten Preis im Fach Flöte. 1837 zog Aerts nach Paris, wo er die Gelegenheit hatte, am Hof von König Louis-Philippe aufzutreten. Dieser Erfolg markierte den Beginn seiner internationalen Karriere. Zusammen mit Verelst, dem ehemaligen Direktor der Mechelner Musikschule, unternahm Aerts 1838 eine Konzerttournee durch Südfrankreich und Italien. Dabei gab er Konzerte in renommierten Theatern in Mailand, Teatro Re, und Venedig, Teatro San Benedetto. Im selben Jahr reiste er gemeinsam mit Eduard Grégoir für vier Monate nach London, um dort aufzutreten.

### Einführung der Böhmflöte und weitere Ausbildung
1841 wurde am Königlichen Konservatorium die Böhmflöte eingeführt. Aerts gehörte zunächst der Opposition an und unterstützte die Überlegenheit des alten Instruments in Bezug auf die Klangqualität. Doch schließlich überzeugten ihn die Argumente des Konservatoriumsdirektors François-Joseph Fétis, und er studierte den Mechanismus der neuen Flöte, bis er alle ihre Möglichkeiten beherrschte. Danach setzte Aerts seine Ausbildung am Brüsseler Konservatorium fort, wo er Komposition bei Fétis studierte. Er nahm zweimal am Wettbewerb um den Prix de Rome teil, 1845 mit der Kantate La Vendetta und 1847 mit der Kantate Le Roi Lear, konnte jedoch keinen Preis gewinnen.

### Lehrtätigkeit und spätere Jahre
Am 5. Februar 1846 heiratete Aerts, in Molenbeek-Saint-Jean wohnend, Josephine Neys. Im November 1847 wurde Aerts zum Dozenten für Flöte am Königlichen Konservatorium Brüssel ernannt. Gleichzeitig wurde er erster Flötist des Orchesters von La Monnaie. Aerts war Herausgeber des Journal d’harmonies et de fanfares, einer Tageszeitung für Blasmusikgesellschaften und Militärkapellen. Am 1. Februar wurde sein Sohn, der spätere Bildhauer Henri Albert Aerts geboren. Kurz nach Beginn seiner Lehrtätigkeit am Konservatorium erkrankte Aerts schwer und verstarb im Alter von 31 Jahren.

## Werke
Als Komponist hinterließ Aerts ein umfangreiches Werk, das Symphonien, Ouvertüren, Flötenkonzerte, Studien und Fantasien umfasst. Seine Kompositionen wurden oft von seinen Schülern bei deren Prüfungen aufgeführt. Darüber hinaus komponierte er Werke für sinfonische Blasorchester. Er schrieb zahlreiche Werke für Flöte. Die meisten dieser Werke sind nur in Manuskriptform überkommen.
- Valse OCLC 1113322719